# Nemesia santeulalia
Espèce
Nemesia santeulalia est une espèce d'araignées mygalomorphes de la famille des Nemesiidae.

## Distribution
Cette espèce est endémique d'Ibiza dans les îles Baléares en Espagne.

## Description
La femelle holotype mesure 22,7 mm, les femelles mesurent de 18 à 23 mm.
Le mâle décrit par Zonstein en 2017 mesure 11,30 mm.

## Étymologie
Son nom d'espèce lui a été donné en référence au lieu de sa découverte, Santa Eulària des Riu.

## Publication originale
- Decae, 2005 : Trapdoor spiders of the genus Nemesia Audouin, 1826 on Majorca and Ibiza: taxonomy, distribution and behaviour (Araneae, Mygalomorphae, Nemesiidae). Bulletin of the British Arachnological Society, vol. 13, no 5, p. 145-168 (texte intégral).